# Kogarah
Kogarah – geograficzna nazwa dzielnicy (przedmieścia), położona na terenie samorządów lokalnych City of Rockdale i Kogarah, wchodzących w skład aglomeracji Sydney, w stanie Nowa Południowa Walia, w Australii.